# Double (gruppo musicale)
Originariamente conosciuti con il nome di Ping Pong, i Double è stato un duo svizzero, principalmente ricordato per il brano del 1985 The Captain of Her Heart.
I Double si formarono nel 1981 a Zurigo, da Felix Haug (batteria e tastiere) e Kurt Maloo (chitarra e voce). Il loro primo singolo Rhythm Walk, favorito da numerose apparizioni in vari festival europei, ottenne un discreto successo.
Prima del loro album di debutto, il duo pubblicò numerosi singoli che contribuirono a renderli popolari, fra cui Nanningo, Rangoon Moon e Woman of the World.
Tuttavia il punto più alto della loro carriera arrivò negli ultimi periodi del 1985, quando, dopo l'uscita dell'album di debutto Blue, venne pubblicato il singolo The Captain of Her Heart, che ottenne un enorme successo in tutto il mondo.
L'album seguente Dou3le, pubblicato nel 1987, pur contenendo il singolo Devils Ball di discreto successo, non riuscì a raggiungere le vette dell'album precedente, ed il gruppo si sciolse subito dopo.
Kurt Maloo in seguito intraprese la carriera solista, pubblicando il suo primo album "solo" nel 1990, cui seguirono altri due album di discreto successo.
Felix Haug invece morì d'infarto il 1º maggio 2004.

## Discografia
- 1983 - Nanningo (EP)
- 1985 - Blue
- 1987 - Dou3le